# チベット医薬文化博物館
チベット医薬文化博物館（チベットいやくぶんかはくぶつかん、蔵医薬文化博物院）は中華人民共和国青海省の西寧市にある博物館。
2006年にオープンしており、建物は2階建てになっている。1階は主にチベットの歴史とチベット医学に関する展示があり、2階には618mにも及ぶタンカ (チベット仏教における掛け軸に書かれた宗教画)が収められており、ダライ・ラマ13世までの歴代ダライ・ラマやカルマパ17世が描かれている。その大きさからギネスブックにも掲載されている。